# Невинният
„Невинният“ (на италиански: „L'innocente“) е последният филм на Лукино Висконти от 1976 година с участието на Джанкарло Джанини, Лаура Антонели и Дженифър Онийл. Филмът е базиран върху едноименния роман на Габриеле Д'Анунцио от 1892 година.

## Сюжет
Действието на филма се развива през 19 век. Аристократът Тулио (Джанкарло Джанини) е отегчен от съпругата си (Лаура Антонели) и спокойно се показва с любовницата си на публични места. Съпругата му, търсейки своята свобода, забременява от друг и тогава настава ад...

## В ролите
| Изпълнител        | Роля               |
| ----------------- | ------------------ |
| Джанкарло Джанини | Тулио Ермил        |
| Лаура Антонели    | Джулиана Ермил     |
| Дженифър Онийл    | Тереза Рафо        |
| Рина Морели       | Майката на Тулио   |
| Масимо Джироти    | Граф Стефано Егано |
| Дидие Одепин      | Федерико Ермил     |
| Мари Дюбоа        | Принцесата         |
| Роберта Паладини  | Мис Елвирета       |
| Клод Ман          | Принца             |
| Марк Порел        | Филипо Дарборио    |